# Битва при Вандиваше
Битва при Вандиваше (фр. Bataille de Wandiwash) — решающее сражение в Тамилнаде во время Семилетней войны. Французская армия графа де Лалли, оставшаяся без военно-морской поддержки и поставок, пыталась вернуть себе форт в Вандиваше (в настоящее время в штате Тамилнад). 

## Перед сражением
Лалли хотел еще раз доказать, что является подлинным хозяином положения, и Мадрас будет взят. Он решил возобновить наступление; под его командованием было около двух тысяч трехсот европейцев, а также сипаи и маратхи в качестве кавалерии. Ему казалось, что он ничем не рискует и легко отобьёт Вандиваш у англичан, что гарантировало ему очень сильную базу для операций против Мадраса в случае необходимости. Поэтому он двинул свои войска по дороге из Аркаты в Вандиваш. 
Англичане, проинформированные своими многочисленными шпионами, в свою очередь отправились в путь. Их командир, полковник Эр Кут, угадал, что целью французов был Вандиваш. Поэтому он обосновался на другом берегу Палеарского озера, тогда еще почти сухого, близ Каверипаука, на позиции, защищенной с флангов болотами и не прикрыл свою базу снабжения Кондживарон. 
Лалли понимал это. Он вышел ночью и посреди тьмы появляется перед Кондживароном. Он перешел Палеарский берег вброд и почти без боя взял город и склады. Таким образом, противник был отрезан от Мадраса и лишен пищи. Но Лалли отказывается от своего легкого завоевания, повторно пересекает Палеарский берег и начинает осаду Вандиваша, оставив де Бюсси в Триваторе с большей частью армии для прикрытия осады. Он надеялся взять форт штурмом за сорок восемь часов, но шевалье Дюре предложил правильную осаду, и в результате французы потеряли шесть дней, устанавливая батареи.

## Ход сражения
Эр Кут, потерявший связь, наконец узнал о нападении и неожиданном сопротивлении Вандиваша. Он не захотел потерять такое важное место и поспешил на помощь. Оба войска сошлись у Вандиваша на холмистом плато, где росли низкие деревья, были овраги и пруды. Пятитысячное войско французов и сипаев с двухтысячным отрядом маратхской кавалерии стояло напротив стольких же англичан. Лалли расположил свой лагерь на широком холме. Английский полковник Кут построил войска в виде полумесяца и решил обойти французский лагерь. Поэтому английская армия начала описывать дугу вокруг лагеря Лалли.
Лалли приказал маратхской кавалерии атаковать левый фланг и центр англичан. Маратхи при первых же залпах противника приостановили лошадей и отъехали в сторону, вполне довольствуясь ролью наблюдателей. Лалли со своими адъютантами оказался между двумя армиями, но под градом пуль вернулся на позицию невредимым. Затем он установил в центре лагеря орудия и создал импровизированный форт, используя естественные возможности рельефа. Ему удалось отбросить противника на некоторое расстояние; англичане отошли, держа строй. Тогда Лалли вновь сам повел в атаку свою немногочисленную кавалерию — 150 человек. Однако драгуны неохотно двигались за генералом. При первом же залпе всадники остановились. Лалли с несколькими офицерами был впереди, но был вынужден вернуться назад, проклиная трусов. Лалли бросил в бой Лотарингский полк, лучший полк его армии, первая атака которого оказалась удачной, но англичане, введя в бой резервы, перешли в контратаку и смяли его.
На левом фланге французов отряд де Бюсси отбивал все атаки противника, но англичанам удалось зайти с тыла. Паника охватила солдат, однако де Бюсси сумел их остановить и хотел перестроить распавшийся  отряд. В это время пуля сразила его коня, который придавил бригадира. Солдаты, подумав, что он убит, бросились врассыпную. Де Бюсси попал в плен к англичанам. С остатками войска Лалли отступил в Пондишери. Эр Кут не преследовал его.

## Результаты
Если битва при Плесси решила судьбу Бенгалии, то битва при Вандиваше решила судьбу Французской Индии. Лалли совершал чудеса храбрости, несколько раз рисковал жизнью, но битвой не руководил, не создал связи между отдельными ее участками, не организовал взаимодействия отрядов. Совершенно не интересовало генерала моральное состояние солдат, их настроение. Де Бюсси предлагал ему в этом сражении придерживаться оборонительной тактики и возложить главную задачу на пехотные части, минимально использовав маратхскую кавалерию. Лалли сделал наоборот.
Пока Версаль пытался вынести какое-либо решение о положении в Индии, английские войска после битвы при Вандиваше без боя занимали один за другим города Карнатика: пал Аркат, за ним Карикал. Войска Кута начали окружать Пондишери.